# Święty Ludwik król Francji
Święty Ludwik król Francji – obraz olejny przypisywany hiszpańskiemu malarzowi pochodzenia greckiego Dominikosowi Theotokopulosowi, znanemu jako El Greco.
Zgodnie z tytułem portret ma przedstawiać wyobrażenie świętego króla Francji Ludwika IX. Różne teorie identyfikują postać z kilkoma innymi postaciami np. z wizygockim władcą czy zdobywcą Toleda Alfonsem VI. Obraz ma wiele wspólnych elementów z wcześniejszym dziełem El Greca pt. Pogrzeb hrabiego Orgaza (z dolną jego częścią). Artysta maluje władcę trzymającego w prawej dłoni tradycyjne berło królewskie, a w lewej berło z burbońskimi liliami. Zbroja na nim ma tą samą fakturą co w Pogrzebie hrabiego Orgaza, również paź odgrywa podobną rolę jak w dziele z Escorialu. Muskulatura przedramienia, czerwona draperia i kolumna w tle nasuwa skojarzenie z włoskimi portretami.